# Gustavo Fernández (futebolista)
Gustavo Daniel Fernández Figuerón (Montevidéu, 16 de fevereiro de 1952) é um ex-futebolista uruguaio que atuava como goleiro.

## Carreira
Gustavo Fernández fez parte do elenco da Seleção Uruguaia de Futebol, na Copa do Mundo de 1974. Gustavo Fernández chegou ao Club Atlético Peñarol em 1982 após longa passagem no futebol espanhol e assumiu a posição de titular da equipe.[carece de fontes?] No mesmo ano foi fundamental na conquista da Copa Libertadores da América e do Campeonato Uruguaio de Futebol pelo clube aurinegro.
O ano de 1982 ainda ficaria marcado pela conquista da trílice coroa pelo Club Atlético Peñarol com Gustavo Fernández defendendo as balizas aurinegras na final do Mundial de Clubes em Tóquio contra o Aston Villa em 12 de Dezembro de 1982.

## Seleção do Uruguai
Gustavo Fernández fez sua estreia com a camisa celeste em 23 de Março de 1974 em amistoso contra a seleção do Haiti..
Gustavo Fernández participou do elenco celeste que participou da Copa do Mundo de 1974 com apenas 22 anos.
No final da sua carreira fez parte do elenco da Seleção Uruguaia de Futebol que conquistou a Copa América 1983.
Apesar de participar de duas competições oficiais com a Celeste, Fernández jogou apenas seis partidas amistosas pela seleção uruguaia.

## Títulos
Club Atlético Peñarol
- Campeonato Uruguaio: 1982
- Copa Libertadores da América: 1982
- Copa Intercontinental: 1982

Seleção Uruguaia de Futebol
- Copa América´: Copa América de 1983